# Nsang
Nsang är en ort i Ekvatorialguinea.   Den ligger i provinsen Provincia de Kié-Ntem, i den nordöstra delen av landet, 300 km sydost om huvudstaden Malabo. Nsang ligger 589 meter över havet och antalet invånare är 2 122.
Terrängen runt Nsang är huvudsakligen platt. Nsang ligger nere i en dal. Runt Nsang är det glesbefolkat, med 13 invånare per kvadratkilometer. Det finns inga andra samhällen i närheten. I omgivningarna runt Nsang växer i huvudsak städsegrön lövskog.